# Abraham Goldfaden
Abraham Goldfaden ( yiddish : אַבֿרהם גאָלדפֿאַדען ; nacido Avrum Goldnfoden ; 24 de julio de 1840 - 9 de enero de 1908), también conocido como Avram Goldfaden, fue un poeta, dramaturgo, libretista, compositor, director de teatro y actor judío nacido en Rusia. Es considerado el padre del teatro judío moderno.
En 1876 fundó en Rumania lo que generalmente se considera la primera compañía de teatro profesional en lengua yiddish del mundo. También fue responsable de la primera obra de teatro en idioma hebreo realizada en los Estados Unidos. El Festival Avram Goldfaden de Iaşi , Rumania, lleva su nombre y se celebra en su honor. 
La mayoría de sus obras se utilizaron para adaptarlas en el Teatro Judío de Varsovia.
Jacob Sternberg lo llamó "el príncipe azul que despertó a la aletargada cultura judía rumana". Israil Bercovici escribió sobre sus obras: "encontramos puntos en común con lo que ahora llamamos 'teatro total'. En muchas de sus obras alterna prosa y verso, pantomima y danza, momentos de acrobacia y algunos de jonglerie , y incluso del espiritismo..."

## Biografía
Abraham Goldfaden, el “padre del teatro yiddish moderno”, nació en Rusia (la actual Ucrania) en 1840. Goldfaden fue un poeta en hebreo y en Yiddish, muchos de cuyos poemas se pusieron a la música y se convirtieron en canciones populares.
En 1876 aproveché su popularidad para lanzar la primera compañía de teatro yiddish profesional del mundo en Iasi, Rumania (él mismo construyó el escenario y los escenarios, escribió la pieza, compuso la música y dirigió a los actores). Goldfaden escribió unas 40 obras en yiddish entre 1869 y 1908, así como cientos de canciones, entre las que se incluyen “Rozhinkes Mit Mandlen” (pasas y almendras).
A su procesión fúnebre en Nueva York en 1908 asistieron más de 75,000 personas, y el New York Times observó que “hay más evidencia de una genuina simpatía y admiración por el hombre y su obra” que por “cualquier poeta que ahora escribe en el Idioma inglés en este país. ”

## Obras importantes
Entre sus obras más reconocidas se encuentran “Tsvey shkheynes” (Dos vecinas), “Di mume Sosye” (Tía Sosye), “Di rekrutn” (Los reclutas), “Di bobe mitn eynikl” (La abuela con el nieto), “Di kishef-makherin” (La bruja), “Der fanatik oder beyde Kuni-Lemls” (El fanático o Los dos Kuni-Lemls), “Shulamis” y “Bar Kokhba”, entre tantas otras.